# Masahiro Sukigara
Masahiro Sukigara (født 2. april 1966) er en japansk fodboldspiller. Han var en del af den japanske trup ved AFC Asian Cup 1988.